# Baranja Inn
Baranja Inn, horor-priča osječkog književnika Davora Špišića iz zbirke "Kuke za šunke" ("Znanje", Zagreb, 2002; str. 152-161) u kojoj je na djelu duh, a njegove su žrtve pripadnice provincijske akademske elite. Radnja te priče dijelom se odvija u Baranji, u restoranu "Košuta" u Dardi i na cesti Darda - Bilje  - Osijek.
Druga riječ u nazivu (Inn) engleska je riječ u značenju: svratište, gostionica, krčma, konačište.

## Likovi
- Anja Simić - mlada asistentica na katedri Jasne Bartold
- Hartovski - dekan
- Jasna Bartold (Bartoldova) - šefica katedre na kojoj je Tena Pavoković doktorirala s temom "Sex, laži & modrice (Podsvijest i seksualne zablude Schnitzlerovih likova)"
- Juraj Kišpatić (Jurica) - pokojnik
- Sergej Pavoković (Mr. Sergovno kako ga zove žena) - muž Tene Pavoković, s pokojnikovim bratom išao u osnovnu školu
- Tena Pavoković - žena Sergeja Pavokovića, glavna ličnost

## Kratak sadržaj
Tena Pavoković s mužem nalazi se na karminama pok. Jurju Kišpatiću, s čijim je bratom njen muž išao u osnovnu školu (a koga je vidjela samo jednom i to na slici) i dosađuje se slušajući ispovijesti pokojnikove udovice. Već pijana odlazi na kat tražeći WC i sreće pok. Kišpatića (ne shvaćajući odmah da je to on), koji sjedi za stolićem i rješava novinsku križaljku. Nakon povratka za stol opet ga vidi, ali samo ona. Dobro "nalizanu" muž je odvlači s karmina.
Tena priprema doktorat s temom "Sex, laži & modrice (Podsvijest i seksualne zablude Schnitzlerovih likova)". Dok ga piše, povremeno se pojavljuje pok. Kišpatić.
Nakon doktoriranja, ona, Jasna Bartold (šefica katedre) i mlada asistentica Anja Simić, odlaze u Baranju renaultom četvorkom da proslave doktorat u darđanskoj  "Košuti". Auto vozi Anja, dok Jasna sjedi na stražnjem sjedištu. Na jednom skretanju s magistralne ceste zastaju da povezu autostopera. Kad Tena shvati da je to Kišpatić, urlajući traži da Anja odjuri dalje.
Uz njih tri, u razuzdanoj proslavi doktorata u "Košuti" sudjeluje još 7 osoba (među njima i rektor Hartovski), ciganski sastav i "oksidirana" pjevačica. U jeku terevenke, Tena izlazi da plati čuvarima parkinga, ali uz dekanov automobil nalazi čuvarevo tijelo, čija je lubanja nabijena na kuku za vuču. Opet se pojavljuje Kišpatić, od koga Tena vrišteći bježi u "Košutu". No, Juraj je i tamo sablasni frontmen ciganskog sastava, prekrasno pjeva, a krv mu teče iz nosnica. Vidi ga, međutim, samo Tena. Ona pada u delirij, nakon kojega se svi razilaze i vraćaju kućama (u Osijek).
Četvorku opet vozi pijana Anja, Tena sjedi do nje, a Bartoldova na stražnjem sjedištu. U autu Tena na vratu osjeti dobro poznate Kišpatićeve ledenice.
"Prije grada i prelaska Drave čekao ih je jedan totalno sjeban zavoj. (...) Tena začuje struganje nekog tijela po šajbi. Raskrečenih ruku i nogu, uz staklo se priljubio Juraj Kišpatić. Iscerena lica, zaurla nešto u vjetar, a zatim probije staklo i zakopa prste u Tenine oči."
Nakon slijetanja s ceste, Anja je ostala čitava, Bartoldova također, dok je Tena "Cijelim svojim ždrijelom bila (...) nabijena na mjenjač, na nezgrapni renaultov širajzl. Anju je podsjetila na šarana u rašljama (...) specijalitet ovih krajeva. (...) Gore na cesti stajao je Juraj. Podigao je palac visoko." (jn)